# Xuất bản phẩm nhiều kỳ
Trong lĩnh vực xuất bản và khoa học thư viện và thông tin, thuật từ xuất bản phẩm nhiều kỳ được áp dụng cho các tài liệu "trong bất cứ hình thức nào được phát hành dưới cùng một tiêu đề trong một sự kế tiếp các phần riêng rẽ, thường được đánh số (hoặc ghi ngày tháng) và xuất hiện vào các khoảng thời gian đều đặn hoặc không đều đặn mà không có kết thúc được định trước".

## Xuất bản phẩm định kỳ
Trái với xuất bản phẩm nhiều kỳ nói chung, một xuất bản phẩm định kỳ được định nghĩa là "một xuất bản phẩm nhiều kỳ có tiêu đề riêng biệt của mình, bao gồm nhiều bài viết... bởi nhiều hơn một tác giả, được phát hành... vào những khoảng thời gian đều đặn trong vòng một năm, mà không có quyết định trước đó về việc khi nào số cuối cùng sẽ xuất hiện." Thể loại này bao gồm các tạp chí và tập san, nhưng không bao gồm các biên bản lưu của cuộc họp hay báo viết.